# Robert Hennessy
Robert Hennessy (8 december 1990) is een Iers voetbalscheidsrechter. Hij werd vanaf 2017 opgenomen door FIFA en UEFA en fluit sindsdien internationale wedstrijden. Hij is ook actief in de UEFA Youth League.
Op 29 juni 2017 maakte Hennessy zijn debuut in Europees verband tijdens een wedstrijd tussen Skënderbeu Korçë en UE Sant Julià in de voorrondes van de UEFA Europa League. De wedstrijd eindigde op 1–0.
Zijn eerste interland floot hij op 6 september 2019 toen Oostenrijk 6–0 won tegen Letland.

## Interlands
| Datum            | Plaats                      | Wedstrijd            | Uitslag | Competitie           | Kreeg geel | Kreeg voor de tweede keer geel en dus rood | Weggestuurd |
| ---------------- | --------------------------- | -------------------- | ------- | -------------------- | ---------- | ------------------------------------------ | ----------- |
| 6 september 2019 | Wals-Siezenheim, Oostenrijk | Oostenrijk – Letland | 6 – 0   | Kwalificatie EK 2020 | 3          | 0                                          | 0           |

Laatste aanpassing op 7 september 2019